# 105 v.Chr.

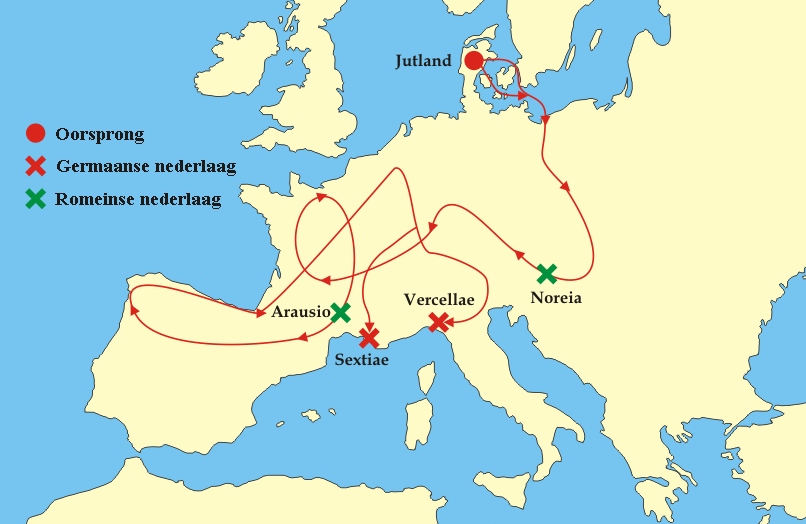
Migratie van de Cimbren en de Teutonen.

105 v.Chr. is een jaartal volgens de christelijke jaartelling.

## Gebeurtenissen

### Italië
- In Rome worden Gnaius Mallius Maximus en Publius Rutilius Rufus, gekozen tot consul van het Imperium Romanum.
- 6 oktober - Slag bij Arausio: In Gallië vernietigen de Cimbren en de Teutonen het Romeinse leger (10 - 12 legioenen) onder bevel van Gnaius Mallius Maximus aan de Rhône, de Romeinen lijden hun grootste nederlaag in de geschiedenis sinds de Slag bij Cannae. Van een leger van 80.000 legionairs en 40.000 auxilia (hulptroepen) overleven er naar men beweert slechts 10 man. Maximus sneuvelt in de veldslag. Na de overwinning is de Romeinse Republiek ontredderd, maar de Germanen trekken Italië niet binnen.
- In de Senaat voeren Gaius Marius en Publius Rutilius Rufus hervormingen door voor het leger, het Romeinse leger wordt een beroepsleger (waarin ook de allerarmste burgers dienst kunnen nemen). De legionairs tekenen een contract van 25 jaar en worden na een geduchte opleiding ingedeeld bij een legioen. Na trouwe dienst gaan ze met pensioen en worden ze beloond met een stuk grond, de auxilia verwerven het Romeins burgerrecht. Verder wordt het leger gereorganiseerd, het legioen wordt verdeeld in tien cohorten (± 480 man), de staat betaalt voor de opleiding en uitrusting.

### Numidië
- Lucius Cornelius Sulla, garandeert koning Bocchus I vredesonderhandelingen met Jugurtha, hij verschijnt ongewapend bij de Romeinen en wordt gevangengenomen.

## Geboren
- Marcus Atius Balbus (~105 v.Chr. - ~51 v.Chr.), Romeins praetor en staatsman
- Ptolemaeus XI Alexander (~105 v.Chr. - ~80 v.Chr.), koning (farao) van Egypte

## Overleden
- Gnaius Mallius Maximus, Romeins consul en veldheer